# Legenye-Alsómihályi–Łupków-vasútvonal
A Legenye-Alsómihályi–Łupków-vasútvonal (szlovákiai számozás szerint 191-es vasútvonal) egy egyvágányú, részben villamosított vasútvonal Szlovákia területén, mely Legenye-Alsómihályi állomásról kiindulva köti össze Tőketerebest, Homonnát, valamint a Laborc völyén át Mezőlaborcot, és húzódik át a szlovák határon a lengyelországi Lupków városáig. Onnantól a Nowy Zagórz–Łupków-vasútvonalban folytatódik tovább.

## Története
Az Osztrák–Magyar Monarchia területén belül fontos cél volt Galícia elérése vasúti összeköttetéssel. Az építkezést 1870-ben kezdték meg, Alsómihályi-Homonna-Lupków-Halics útvonalon, amely a Tiszavidéki Vasút hálózatához Sátoraljaújhelynél csatlakozott.
Az első szakasz Alsómihályi és Homonna között 1871. december 25-én került átadásra, ami Tőketerebest, Nagymihályt, és Őrmezőt kapcsolta be az országos hálózatba. 1873. június 12-én átadták a második szakaszt Mezőlaborcig. Innentől nehezebbé vált az építkezés, ugyanis Lupków felé egy hágón keresztül lehetett csak átjutni. Ezért egy 416 méter hosszú alagutat építettek, amit 1874. május 31-én helyeztek üzembe. Ezzel a történelmi Magyarország határát is elérte a vasút, és létrejött a kapcsolat a Monarchia peremvidékével.
A Przemyśl felé tartó vonal stratégiai jelentőségét kihangsúlyozta, hogy 1888-ig a Homonnáig tartó vonalszakaszt kétvágányúsították (beleértve a Sátoraljaújhelyig, valamint az onnan Szerencsig tartó szakaszt is), így Budapesttől az országhatárig és azon is túl létrejött egy fontos vasúti fővonal.
Az első világháború és az azt követő határrendezések azonban megpecsételték a vonal sorsát. A létrejövő Csehszlovákia és Lengyelország között nem volt szükség itt egy határátmenet fenntartására, ezért megkezdődött a lassú leépülés. A nagy gazdasági világválság következményeképp 1932-ig felszedték a második vágányt, azért is, mert a drasztikusan visszaesett forgalom már nem indokolta a fenntartását. A vonalból kinyert anyagból a Bánóc–Nagykapos-szakaszt építették meg.
Az első bécsi döntéssel 1938–1945 között Legenye-Alsómihályi állomása visszakerült Magyarországhoz. A Szlovákiában maradt részt Őrmezőnél összekötötték Eperjessel 1943-ban. Amikor a Vörös Hadsereg elérte Szlovákiát, a visszavonuló német hadsereg aláaknázta és berobbantotta az alagutat, amit csak 1946-ban építettek újjá. 1985-ben deltavágány épült Legenye-Alsómihályinál, hogy Kassa felől közvetlenül el lehessen érni Tőketerebest, lecsökkentve a menetidőt. 1990-ben Legenye-Alsómihályi és Bánóc között villamosították a vonalat. 2015-ben a rossz állapotú Tőketerebes-Bánóc szakaszt átépítették. 2017-ben hosszú idő után a nyári időszakban két pár vonat kezdett el közlekedni hétvégénként a határátmeneten át. 2022 augusztusában közbeszerzést írtak ki a Nagymihály-Homonna szakasz felújítására és villamosítására, mely várhatóan 2026-ra készülhet el.
A vonalon jelenleg csak Mezőlaborc megállóhelyig van rendszeres forgalom, ami különlegessé teszi a vonalat, hiszen nem állomáson történik a visszafordítás. A vonal teljes hosszán nincs forgalom, a vonatok Homonnáig járnak csak mindkét irányból. Szezonális két pár nemzetközi vonat közlekedik Mezőlaborc és a lengyelországi Sanok között.

## Galéria

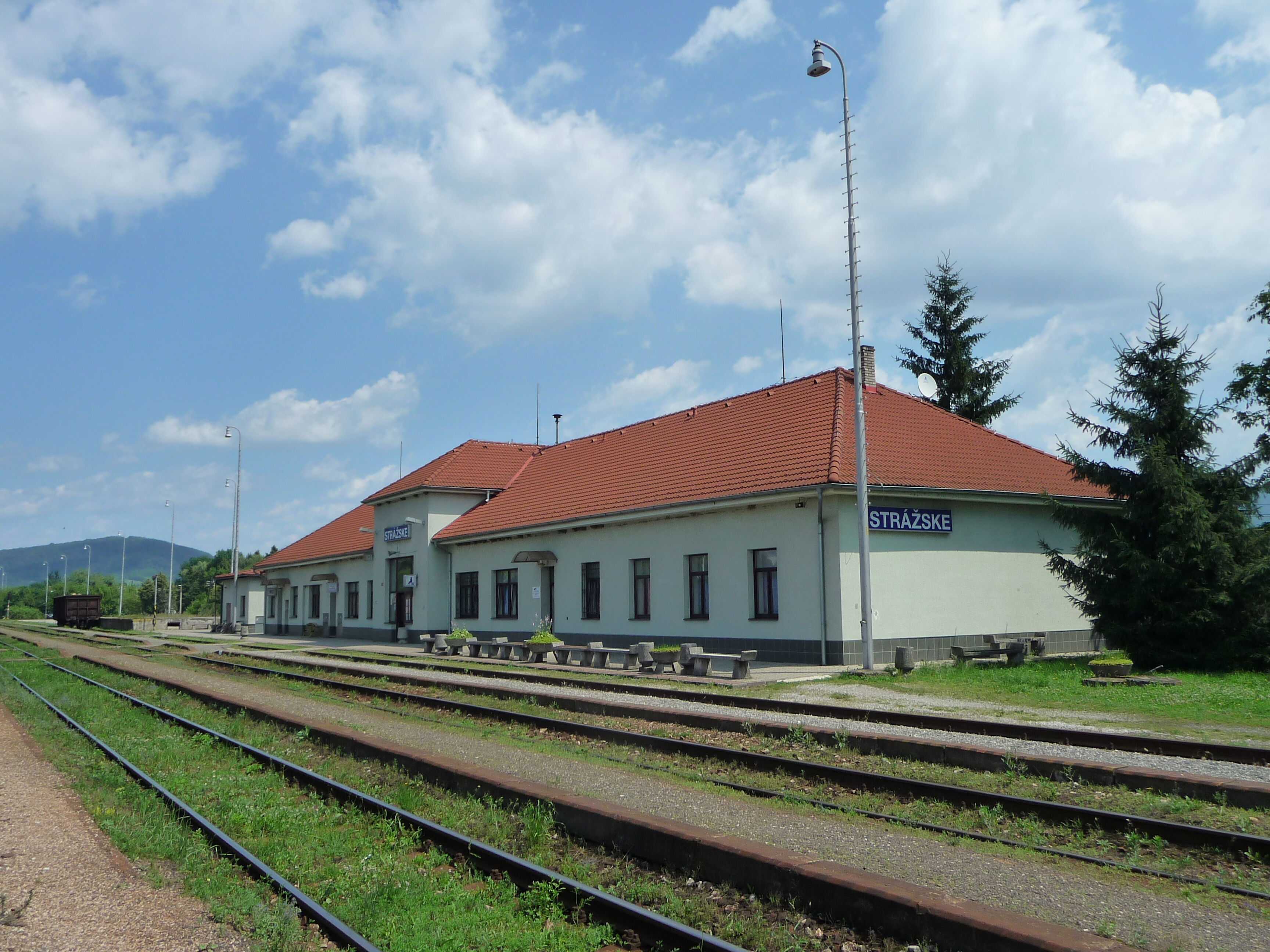
Őrmező vasútállomás
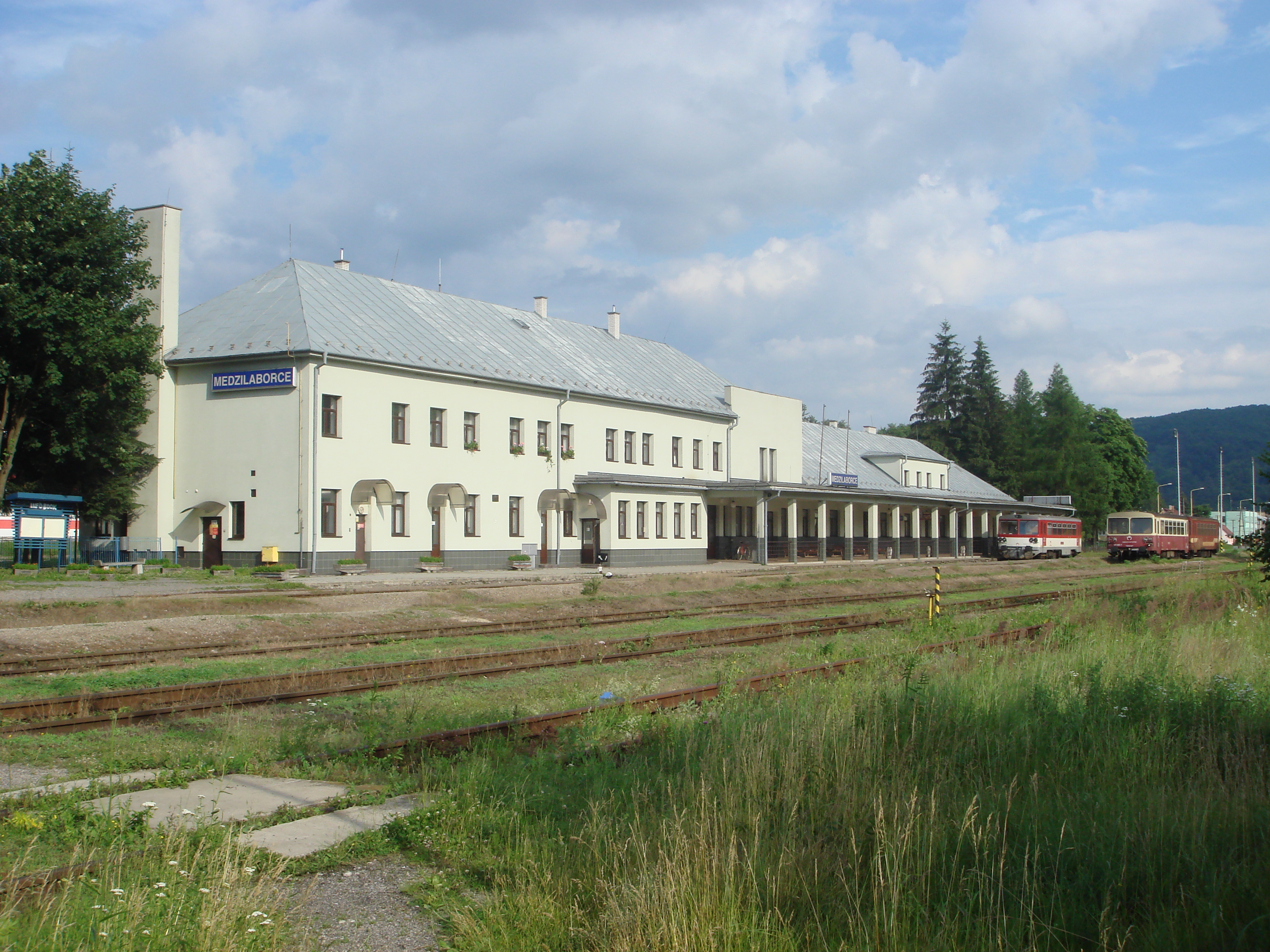
Mezőlaborc állomás
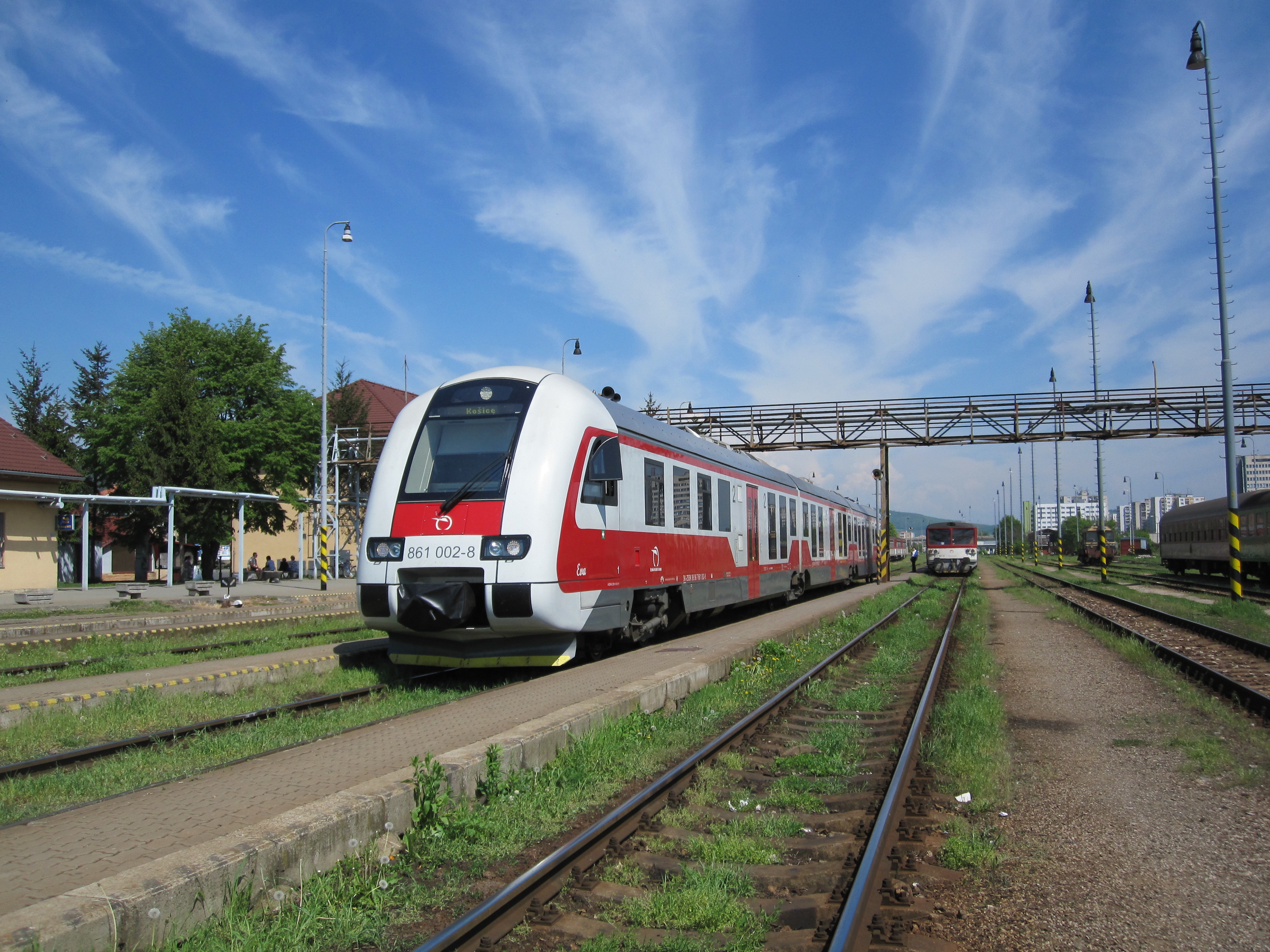
Motorvonat a homonnai állomáson
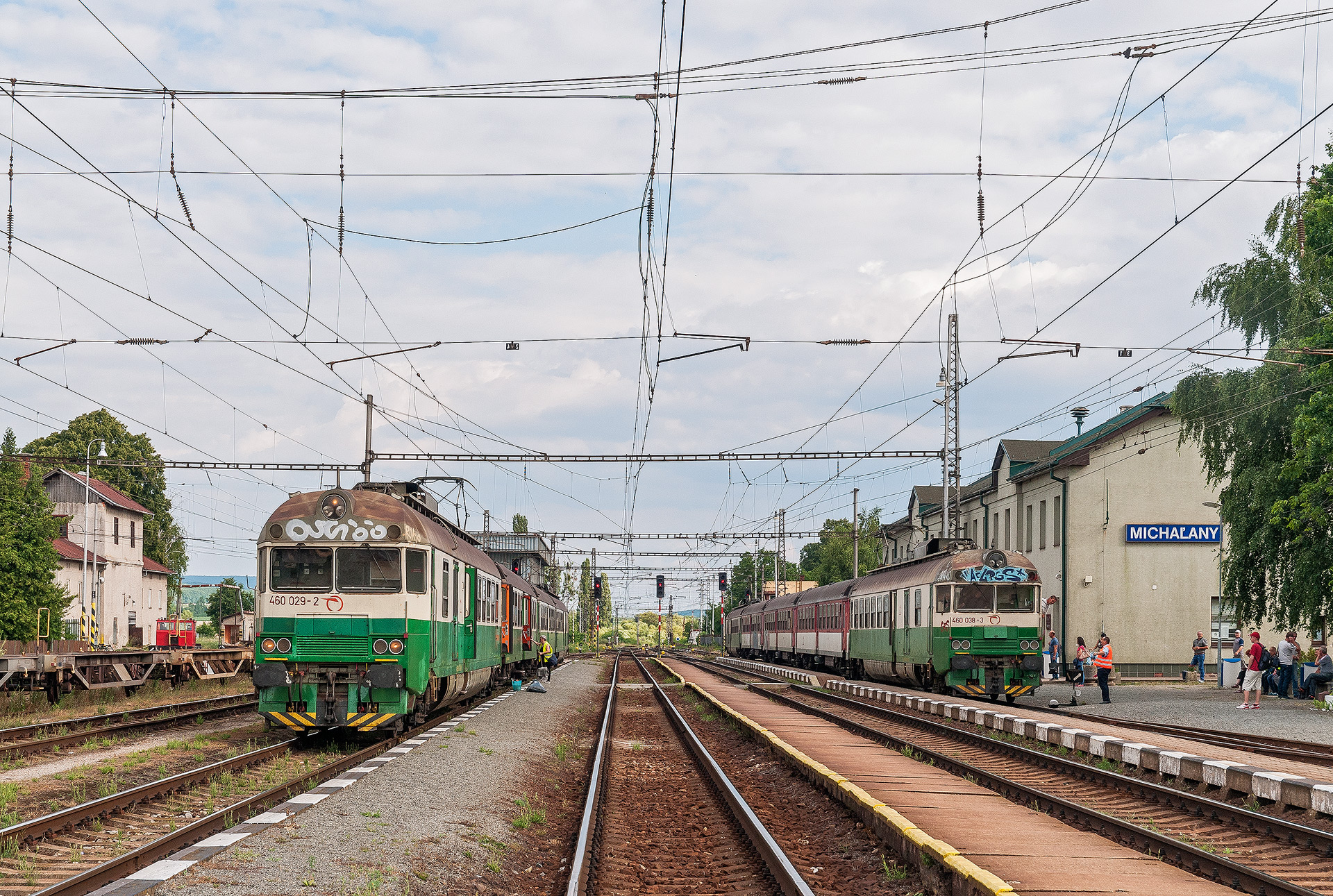
Elektromos motorvonat Legenye-Alsómihályi állomáson
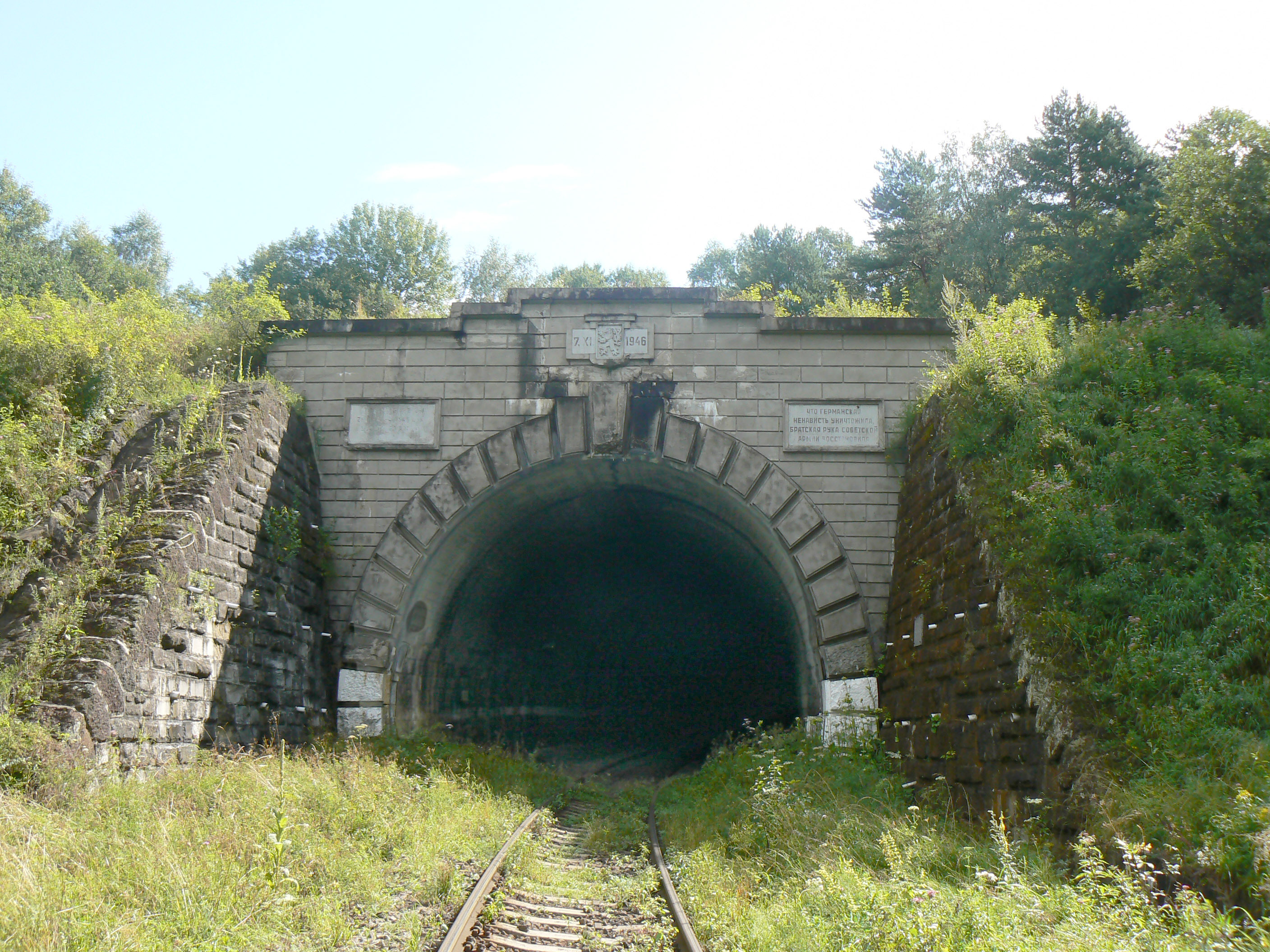
Alagút a határátmeneten
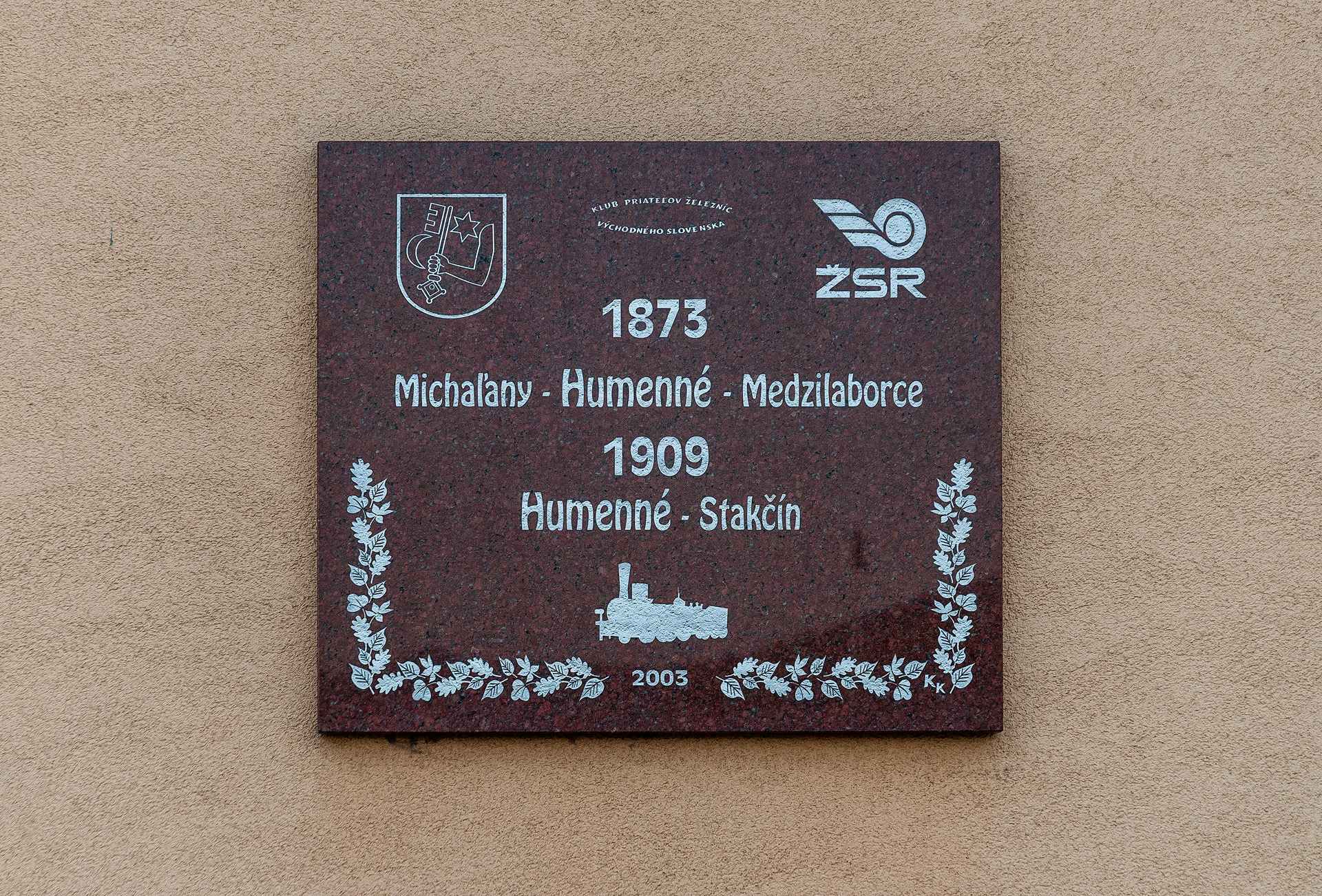
Emlékplakett a vasútvonal átadására

## Forráshivatkozások
1. ↑  Teraz.sk: Železničná trať na úseku z Michaloviec do Trebišova prešla obnovou (szlovák nyelven). TERAZ.sk, 2015. július 23. (Hozzáférés: 2023. január 17.)
2. ↑  http://www.slovakrail.sk/sk/aktuality/velky-navrat-k-plaveckemu-hradu-a-do-lupkowa-pojdu-vikendove-vlaky.html
3. ↑  Slovensko chystá elektrizaci trati na východě až do Humenného (cseh nyelven). Zdopravy.cz, 2022. augusztus 3. (Hozzáférés: 2023. január 17.)

## Fordítás
Ez a szócikk részben vagy egészben  a(z)   Železničná trať Michaľany – Łupków című szlovák Wikipédia-szócikk ezen változatának fordításán alapul.  Az eredeti cikk szerkesztőit annak laptörténete sorolja fel. Ez a jelzés csupán a megfogalmazás eredetét és a szerzői jogokat jelzi, nem szolgál a cikkben szereplő információk forrásmegjelöléseként.